# Nebulosa planetaria

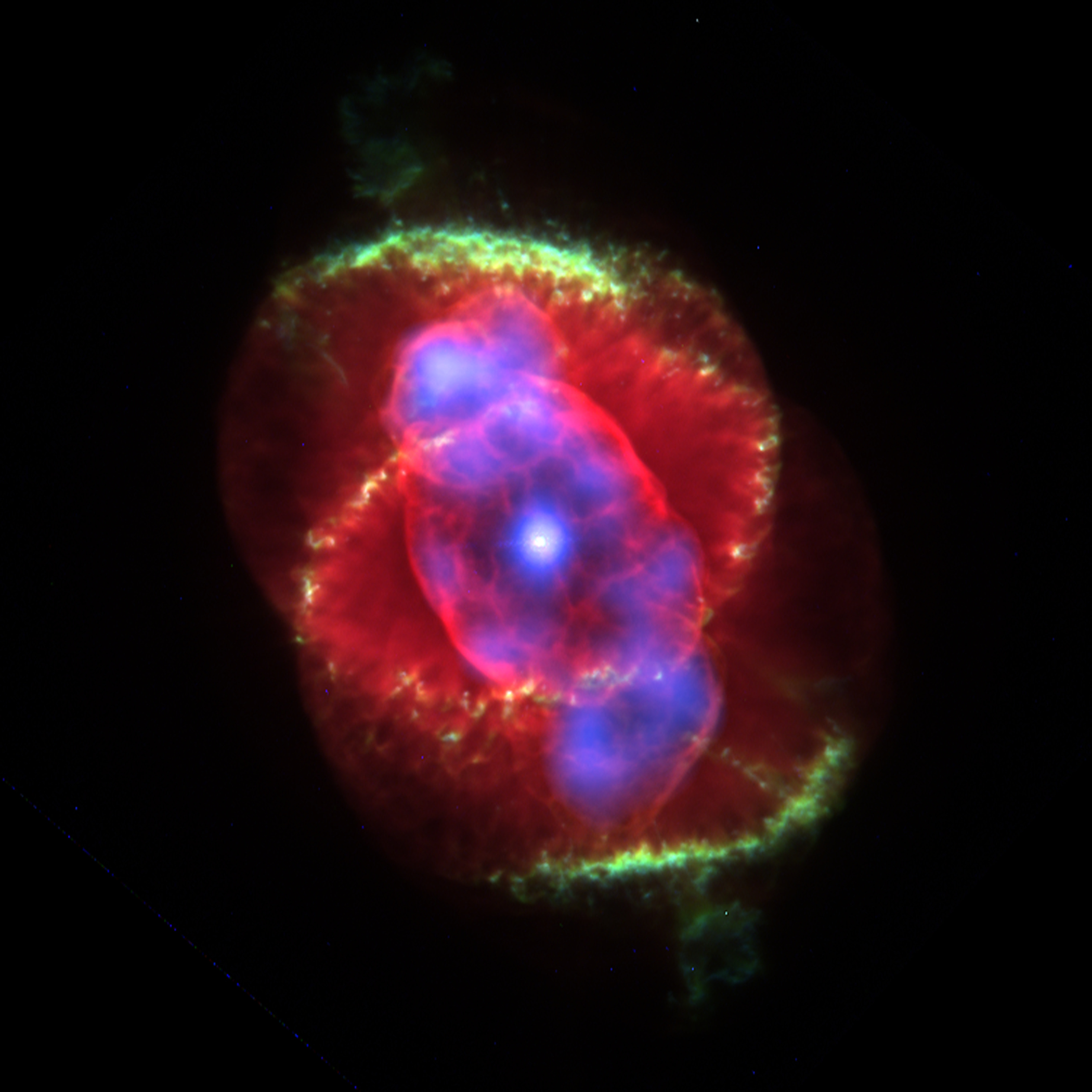
La nebulosa Ojo de Gato. Imagen en falso color (visible y rayos X) tomada por el telescopio espacial Hubble.

Una nebulosa planetaria es un objeto astronómico que se forma cuando una estrella similar al Sol agota su combustible nuclear y comienza a expulsar sus capas exteriores hacia el espacio. Este proceso crea una estructura brillante de gas y polvo; principalmente hidrógeno y helio, en expansión alrededor del cuerpo celeste que se ilumina por la radiación de la estrella central.
Las nebulosas se encuentran en el espacio interestelar. La nebulosa más cercana a la Tierra se llama la Nebulosa  Helix. Está aproximada a 700 años luz de la Tierra. 
Se le atribuye el nombre de nebulosa planetaria ya que sus descubridores, en el siglo XVIII, observaron que su apariencia era similar a los planetas gigantes vistos a través de los telescopios ópticos de la época. 
Al final de la vida de las estrellas que alcanzan la fase de gigante roja, las capas exteriores de la estrella son expelidas debido a pulsaciones y a intensos vientos estelares. Tras la expulsión de estas capas, subsiste un pequeño núcleo de la estrella, el cual se encuentra a una gran temperatura y brilla de manera intensa. La radiación ultravioleta emitida por este núcleo ioniza las capas externas que la estrella había expulsado.Las nebulosas planetarias son fenómenos relativamente breves en términos astronómicos ya que tiene una duración de decenas de miles de años (el tiempo de vida de una estrella común ronda los 10 000 000 de años).
Las nebulosas planetarias son objetos de gran importancia en astronomía, debido a que desempeñan un papel crucial en la evolución química de las galaxias, devolviendo al medio interestelar metales pesados y otros productos de la nucleosíntesis de las estrellas (como carbono, nitrógeno, oxígeno y calcio). En galaxias lejanas, las nebulosas planetarias son los únicos objetos de los que se puede obtener información útil acerca de su composición química.
Los astrónomos utilizan telescopios muy potentes para tomar imágenes de nebulosas lejanas como el Telescopio Espacial Spitzer y el Telescopio Espacial Hubble. Las imágenes tomadas por el telescopio espacial Hubble han revelado que muchas nebulosas planetarias presentan morfologías extremadamente complejas. Solamente en torno a un quinto de ellas muestran formas más o menos esféricas. El mecanismo que produce esta amplia gama de formas no se comprende todavía muy bien, aunque se cree que las estrellas binarias centrales, los vientos estelares y los campos magnéticos podrían ejercer un papel importante.

## Observaciones y descubrimientos
Por lo general, las nebulosas planetarias son objetos tenues que no pueden ser observados a simple vista. La primera nebulosa planetaria en ser descubierta fue la nebulosa Dumbbell, en la constelación de Vulpecula, que fue observada el 12 de julio de 1764 por Charles Messier, e incluida en su catálogo de nebulosas como M27. El nombre le fue dado posteriormente por John Herschel debido a su parecido con una mancuerna (en inglés dumb-bell).
Para los primeros observadores con telescopios de baja resolución, la apariencia de estas nebulosas era similar a los planetas gigantes del sistema solar. El primero en percatarse de ello fue Antoine Darquier, descubridor de la nebulosa del Anillo en 1779. Sin embargo, fue William Herschel, descubridor de Urano unos años antes, quien en 1784 acuñó finalmente el nombre de «nebulosa planetaria» para denominar a estos objetos, aunque realmente son muy diferentes a los planetas y no poseen ninguna relación.
La naturaleza de las nebulosas planetarias permaneció desconocida hasta que se realizaron las primeras observaciones espectroscópicas. El 29 de agosto de 1864, William Huggins tomó el primer espectro de una nebulosa planetaria, la nebulosa Ojo de Gato, mediante la utilización de un prisma que dispersaba su luz. Al analizar su espectro, Huggins esperaba encontrarse con un espectro de emisión continuo, como ya había observado anteriormente en otras nebulosas como la galaxia de Andrómeda. Sin embargo, lo que observó fue un pequeño número de líneas de emisión. En palabras del propio Huggins:

... Miré en el espectroscopio. ¡El espectro no era como esperaba! ¡Solo una única línea brillante! Al principio sospeché que se trataba de un desplazamiento del prisma... entonces se me ocurrió la verdadera interpretación. La luz de la nebulosa era monocromática... el enigma de las nebulosas estaba resuelto. La respuesta, que nos había llegado en la luz misma, decía: no hay una agrupación de estrellas, sino gas luminoso.
William Huggins, On the Spectra of Some of the Nebulae, 1864.

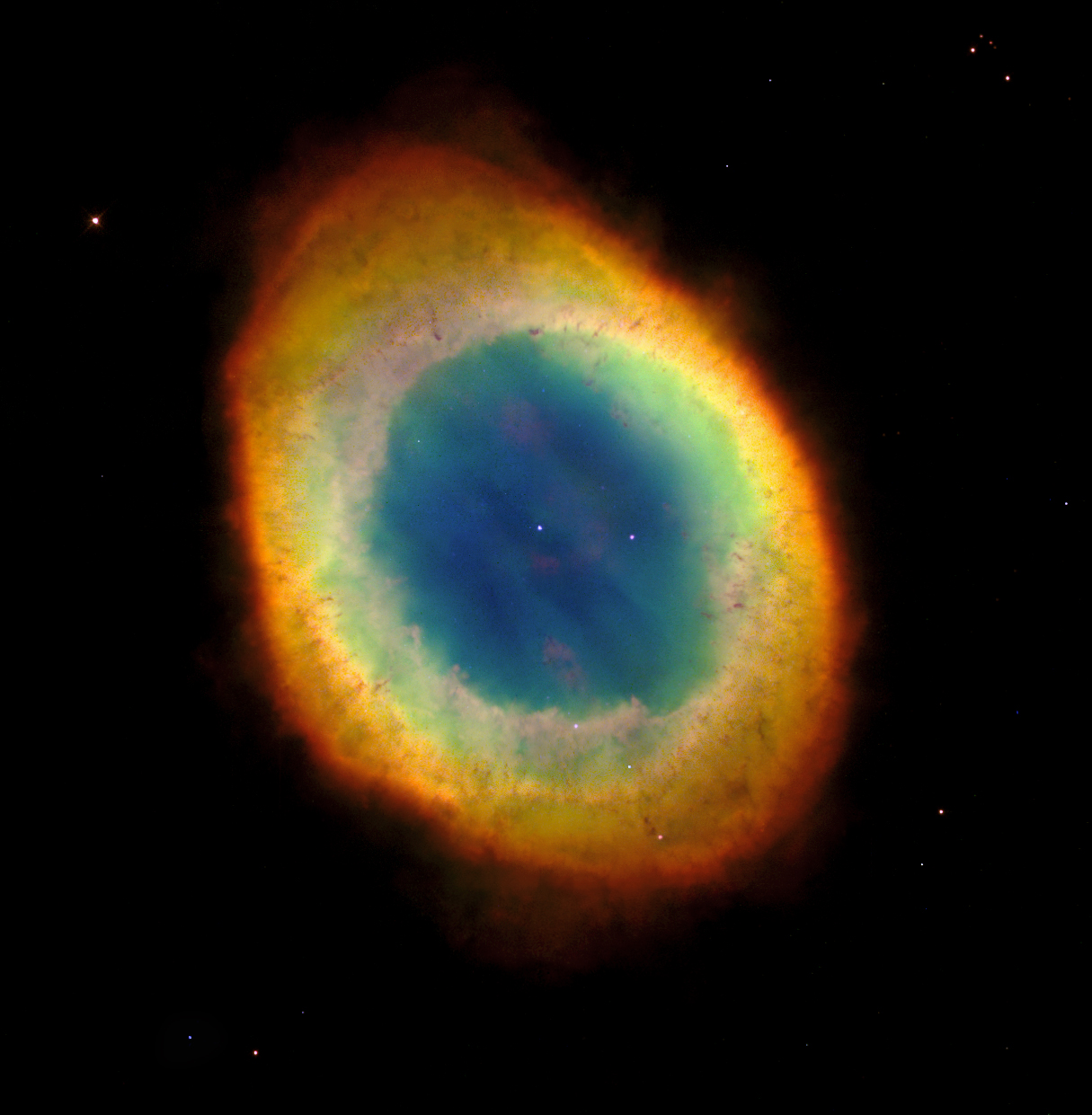
La nebulosa del Anillo. Crédito: The Hubble Heritage Team (AURA/STScI/NASA).

Esto se debe a que en el espectro de las nebulosas planetarias predominan las líneas de emisión, como en los gases, al contrario que en las nebulosas formadas por estrellas, que presentan un espectro continuo. Huggins identificó una línea de Balmer del hidrógeno (en concreto H{\displaystyle \beta }, correspondiente al color cian), aunque también aparecían otras líneas mucho más brillantes, como la correspondiente a 500.7 nm, que los astrónomos no lograban identificar con ningún elemento.
Para explicar la emisión de estas líneas, se sugirió la existencia de un nuevo elemento denominado nebulio. La verdadera naturaleza de estas líneas no se descubrió hasta pasados más de sesenta años desde las observaciones de Huggins, con la aparición de la mecánica cuántica; fue Ira Sprague Bowen, en 1928, quien dedujo que estas líneas eran causadas por átomos de oxígeno y nitrógeno ionizado, refutando así la teoría del nebulio.
Bowen demostró que en gases de densidades extremadamente bajas los electrones pueden poblar niveles de energía metaestables excitados, que en gases de densidades más elevadas se desexcitarían rápidamente debido a las colisiones existentes entre átomos. Las transiciones de los electrones desde estos niveles a otros de menor energía en los átomos de oxígeno y nitrógeno ionizado, como O2+, O+ o N+, producen la emisión de las líneas que Huggins no supo identificar, incluida la correspondiente a 500.7 nm. Estas líneas espectrales reciben el nombre de líneas prohibidas, y solamente aparecen en gases de muy baja densidad, por lo que se deduce que las nebulosas planetarias están formadas de gas altamente enrarecido (baja densidad).
Los espectros en la banda de luz visible de las nebulosas planetarias son de hecho tan diferentes de los de otros objetos celestes que se usan para determinar la existencia de una nebulosa planetaria aunque su tamaño aparente sea tan pequeño que no permita su identificación mediante fotometría. En concreto, las líneas del oxígeno doblemente ionizado, O2+, a 500.7 nm y a 495.9 nm y la línea de Balmer H{\displaystyle \beta }, aun cuando están presentes en espectros de otros objetos como novas y supernovas, en ningún caso tienen tanta intensidad como en los espectros de las nebulosas planetarias.
Hacia finales del siglo XX, las mejoras tecnológicas ayudaron en el estudio y comprensión de las nebulosas planetarias. Los telescopios espaciales permitieron a los astrónomos estudiar la luz emitida más allá del espectro visible, la cual no puede ser detectada desde los observatorios situados en tierra, ya que solamente las ondas de radio y la luz del espectro visible atraviesan la atmósfera sin sufrir perturbaciones. Los estudios realizados en el infrarrojo y el ultravioleta revelan mucha más información de las nebulosas planetarias, como su temperatura, su densidad o las abundancias de los distintos elementos. La tecnología CCD permitió medir de una manera mucho más precisa las líneas espectrales más débiles. El telescopio espacial Hubble mostró que, aunque muchas nebulosas parecen a priori poseer una estructura muy básica vistas desde los observatorios terrestres, la gran resolución óptica de los telescopios situados sobre la atmósfera terrestre revela morfologías que pueden llegar a ser extremadamente complejas.
Gracias a que el telescopio Espacial James Webb  permite observar infrarrojos, se descubrieron distintas características de la nebulosa NGC 3132. Se descubrió que la nebulosa está formada por cuatro estrellas y que tiene un sistema binario ya que se encontró un halo con forma estructural espiral, el cual está conformado por hidrógeno.

## Formación y evolución

### Origen

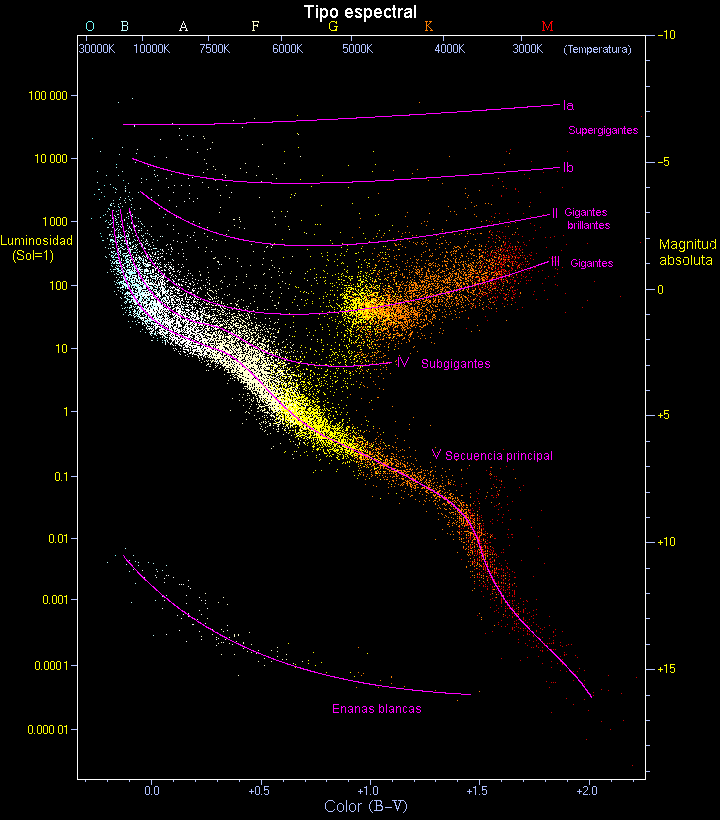
Diagrama de Hertzsprung-Russell. Las estrellas están en la secuencia principal la mayor parte de su existencia. Finalmente, cuando el hidrógeno comienza a escasear, se convierten en gigantes rojas (arriba-derecha). Por último, si la estrella se encuentra entre 1 y 8 masas solares aproximadamente, se convierte en enana blanca (abajo), con un radio muy pequeño, y genera una nebulosa planetaria.

Las nebulosas planetarias se forman cuando una estrella que posee entre 0.8 y 8 masas solares (M⊙) agota su combustible nuclear. Por encima del límite de 8 M⊙ la estrella explotaría originando una supernova.
Durante la mayor parte de sus vidas las estrellas se encuentran brillando debido a las reacciones de fusión nuclear que tienen lugar en el núcleo estelar. Esto permite que la estrella se encuentre en equilibrio hidrostático, pues la fuerza que la gravedad ejerce hacia el centro de la estrella intentando comprimirla es compensada por la suma de las presiones hidrostática y de radiación, que actúan intentando expandir el sistema. Las estrellas que cumplen esto están situadas en la zona de secuencia principal en el diagrama Hertzsprung-Russell, donde se encuentran la mayor parte de las mismas.
Las estrellas de masas medias y bajas, como las que forman nebulosas planetarias, permanecen en la secuencia principal durante varios miles de millones de años, consumiendo hidrógeno y produciendo helio que se va acumulando en su núcleo, el cual no tiene suficiente temperatura para provocar la fusión del helio, quedando este inerte. Progresivamente se va acumulando helio hasta que la presión de radiación en el núcleo no es suficiente para compensar la fuerza gravitatoria generada por la masa de la estrella, por lo que aquel se comprime. Esta compresión genera calor que provoca una aceleración de la fusión del hidrógeno de las capas exteriores, que se expanden. Como la superficie de la misma aumenta, la energía que produce la estrella se difunde sobre un área más amplia, resultando en un enfriamiento de la temperatura superficial y por tanto en un enrojecimiento de la estrella. Se dice entonces que la estrella entra en la fase de gigante roja.
El núcleo, compuesto totalmente por helio, continúa comprimiéndose y calentándose en ausencia de reacciones nucleares, hasta se alcanza la temperatura que posibilita la fusión del helio en carbono y oxígeno (unos 80-90 millones de kelvin), volviendo de nuevo al equilibrio hidrostático. Pronto se formará un núcleo inerte de carbono y oxígeno rodeado por una capa de helio y otra de hidrógeno, ambas en proceso de fusión. Este estado de las gigantes rojas se denomina rama asintótica gigante.
Las reacciones de fusión del helio son extremadamente sensibles a la temperatura, siendo su proporcionalidad del orden de T40, en temperaturas relativamente bajas. La estrella entonces se vuelve muy inestable debido a la influencia que pueden llegar a tener las variaciones de temperatura; un aumento de solo el 2 % en la temperatura de la estrella doblaría el ritmo al que se producen estas reacciones, liberándose una gran cantidad de energía que aumentaría la temperatura de la estrella, por lo que provocaría que la capa de helio en fusión se expandiera para enfriarse rápidamente. Esto da lugar a violentas pulsaciones, que finalmente adquieren la intensidad suficiente como para expulsar por completo la atmósfera estelar al espacio.
Los gases eyectados forman una nube de material alrededor del ahora expuesto núcleo de la estrella. A medida que la atmósfera se desplaza alejándose de la estrella, se exponen cada vez capas más profundas y calientes del núcleo. Cuando la superficie expuesta alcanza una temperatura de 35 000 K, se emiten suficientes fotones ultravioletas como para ionizar la atmósfera eyectada, haciéndola brillar. La nube se ha convertido en una nebulosa planetaria.

### Fase de nebulosa planetaria

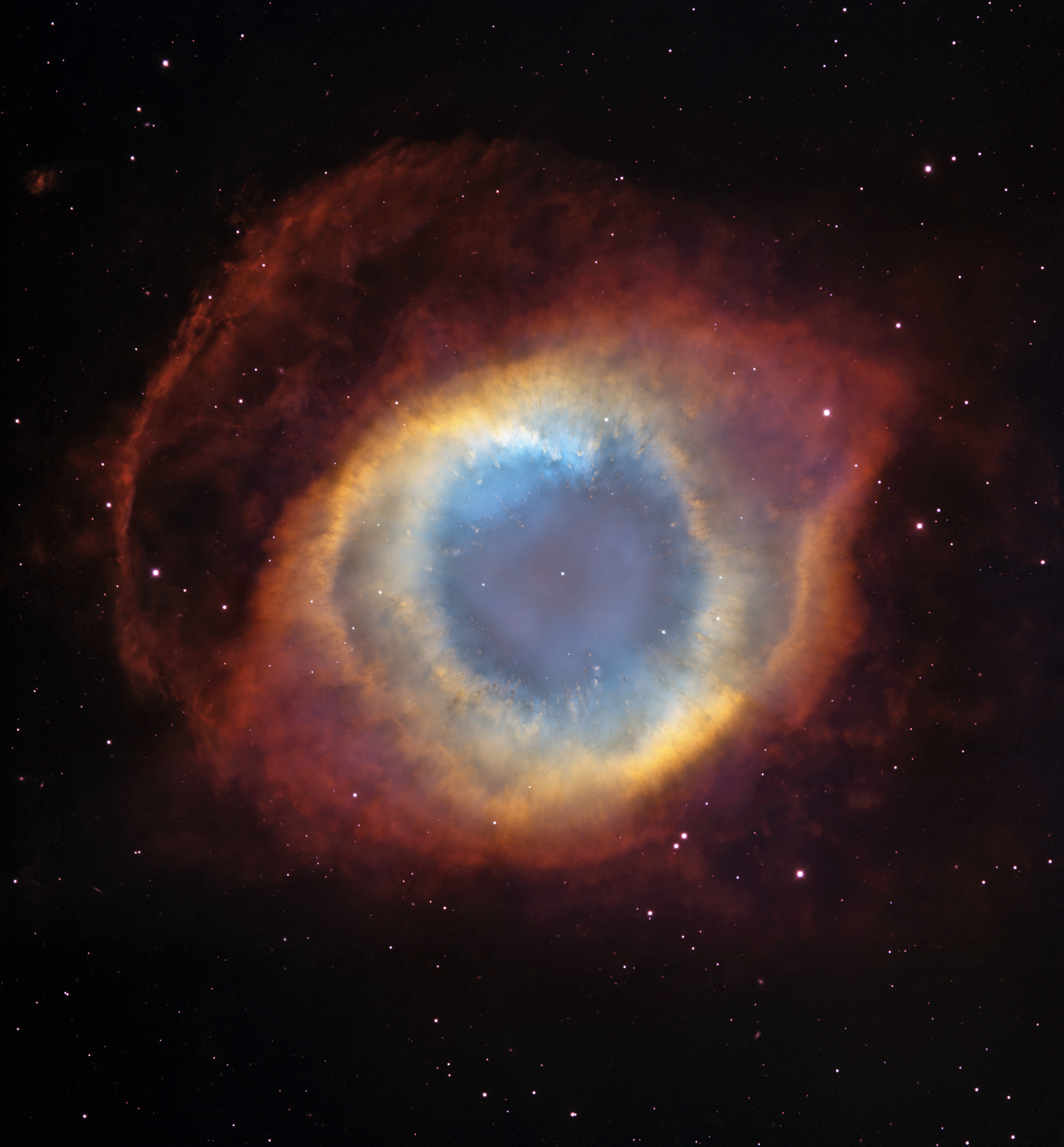
La nebulosa de la Hélice. Crédito: NASA, ESA, y C. R. O'Dell.

Una vez comenzada la fase de nebulosa planetaria, los gases expulsados viajan a velocidades de varios kilómetros por segundo respecto de la estrella central. Esta se convierte en el remanente (enana blanca) de la estrella gigante roja anterior, y está formada por carbono y oxígeno con sus electrones degenerados, con escaso hidrógeno, ya que la mayor parte fue expulsado en la fase anterior de rama asintótica gigante.
A medida que el gas se expande, la estrella central experimenta una evolución en dos etapas: primero, contrayéndose a la par que se calienta, quemándose el hidrógeno de la capa exterior al núcleo. En esta etapa la estrella central mantiene una luminosidad constante, alcanzando finalmente temperaturas de en torno a 100 000 K. En segundo lugar, la estrella sufre un proceso de enfriamiento cuando la capa de hidrógeno exterior se ha consumido, perdiendo además algo de masa. El remanente irradia su energía pero las reacciones de fusión dejan de producirse, ya que ha perdido mucha masa y la que le queda no es suficiente para alcanzar las temperaturas necesarias para desencadenar este tipo de procesos. La estrella se enfría de tal modo que la radiación ultravioleta irradiada no es lo suficientemente intensa como para ionizar el gas distante.
La fase de nebulosa planetaria finaliza cuando la nube de gas se recombina, abandonando el estado de plasma y volviéndose invisible. Para una nebulosa planetaria típica, la duración de esta fase es de aproximadamente 10 000 años. El remanente estelar, una enana blanca, permanecerá sin sufrir apenas cambios en su evolución, enfriándose muy lentamente.

## Características

### Morfología
Las nebulosas planetarias presentan formas muy dispares, desde irregulares y de apariencia compleja hasta casi perfectamente esféricas. Sin embargo, estas últimas apenas suman el 20 % del total.
La mayoría de las nebulosas planetarias pueden clasificarse según su forma en esféricas, elípticas, o bipolares (vistas desde la Tierra, ya que la forma depende del ángulo con el que se las mire). Sin embargo, en menor medida también existen otras formas, como anulares, cuadrupolares, helicoidales, irregulares, y de otros tipos. La nebulosa planetaria Abell 39 presenta forma esférica, y la nebulosa Retina (IC 4406) forma bipolar. En muchas ocasiones la forma da nombre a la nebulosa, como es el caso de la nebulosa del Anillo, la nebulosa de la Hélice, o la nebulosa de la Hormiga.
Las nebulosas planetarias bipolares se encuentran cerca del plano galáctico (3º máximo), por lo que fueron creadas por estrellas jóvenes muy masivas (tipo espectral A), al contrario que las esféricas, más alejadas del plano galáctico (de 5º a 12º), y cuyas estrellas progenitoras eran más antiguas y menos masivas, similares al Sol (tipo espectral G). Las elípticas se encuentran en un intervalo intermedio (tipo espectral B, 3º-5º). Esto es indicativo de que la masa de la estrella progenitora determina las características morfológicas de la nebulosa planetaria, influyendo por lo general en mayor medida que otros factores tales como la rotación o el campo magnético. Además, cuanto más masiva es la estrella más irregular se torna la nebulosa.
La razón de la amplia variedad de formas no se comprende bien, aunque podrían deberse a interacciones gravitatorias causadas por una estrella compañera en sistemas estelares binarios (estrellas dobles). Otra posibilidad radica en que los planetas perturben el flujo de material expelido por la estrella. En enero de 2005 se anunció la primera detección de campos magnéticos alrededor de las estrellas centrales de dos nebulosas planetarias, y se postuló que éstos podrían ser causantes totales o parciales de la forma de la nebulosa.

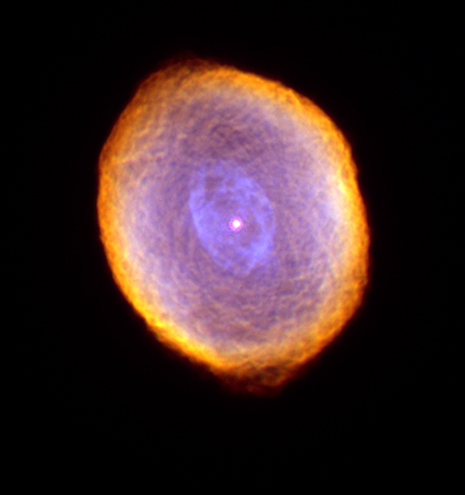
La nebulosa Espirógrafo, morfología esferoidal. Se diferencian tres colores, correspondientes a nitrógeno ionizado, hidrógeno, y oxígeno ionizado, de fuera hacia dentro.
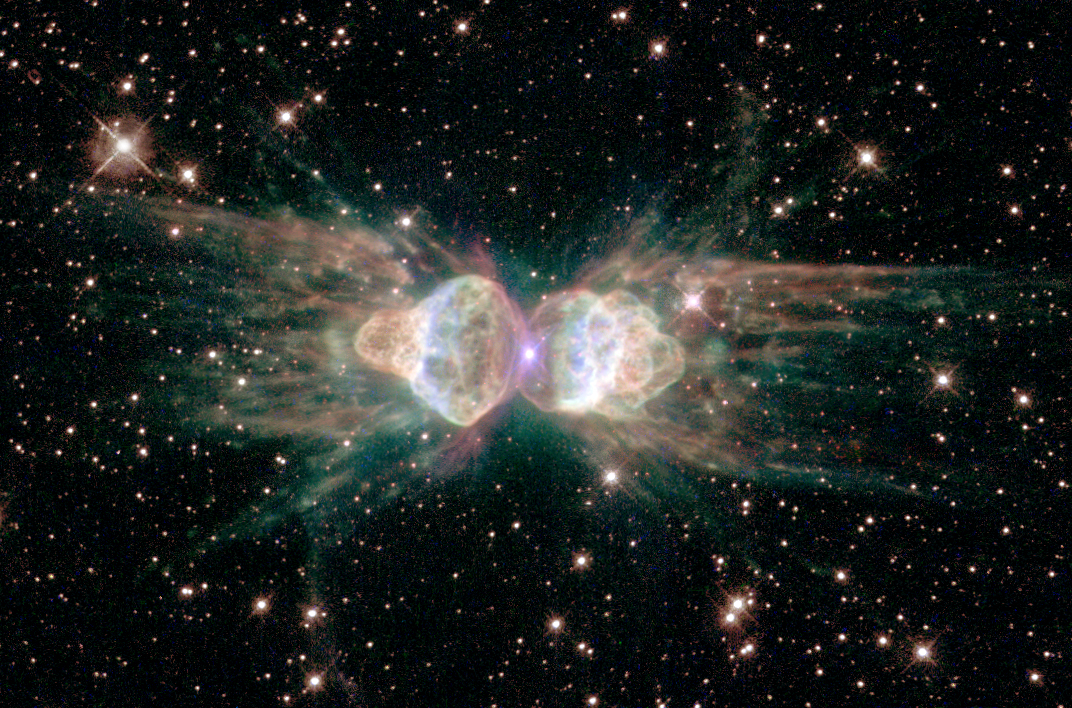
La nebulosa de la Hormiga, una de las nebulosas bipolares más características.
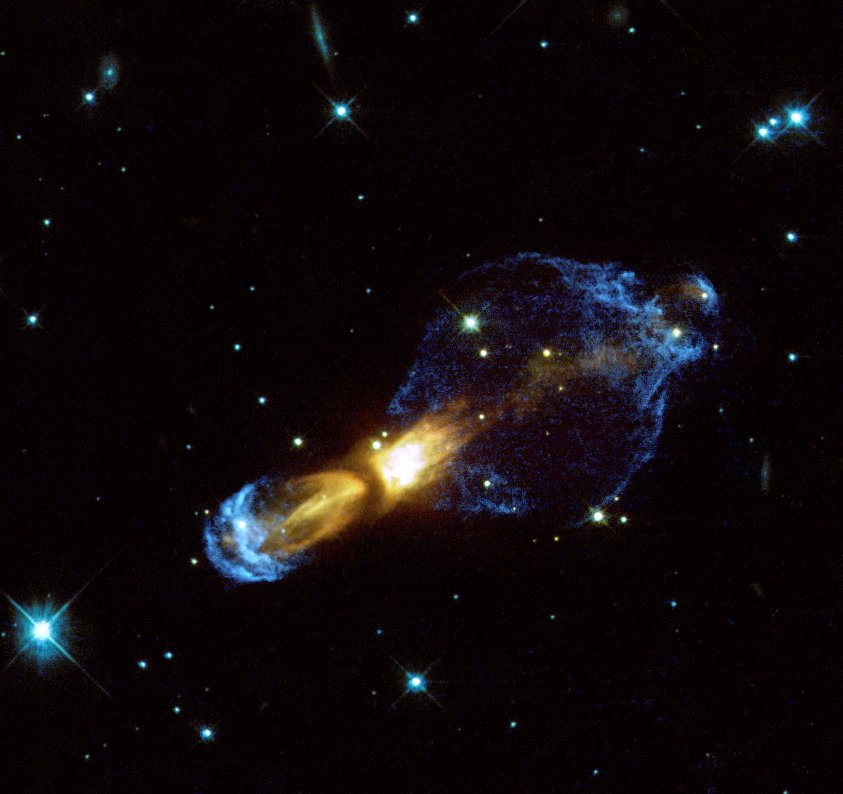
La nebulosa de la Calabaza (o nebulosa del Huevo Podrido). Posee morfología bipolar y contiene una gran cantidad de compuestos sulfurosos.
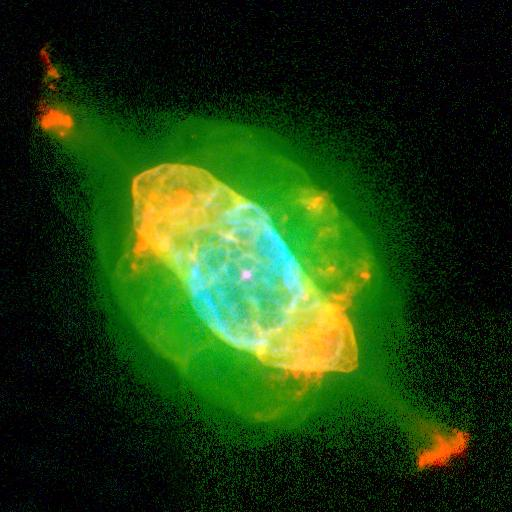
La nebulosa Saturno, ejemplo de nebulosa irregular.

### Características físicas

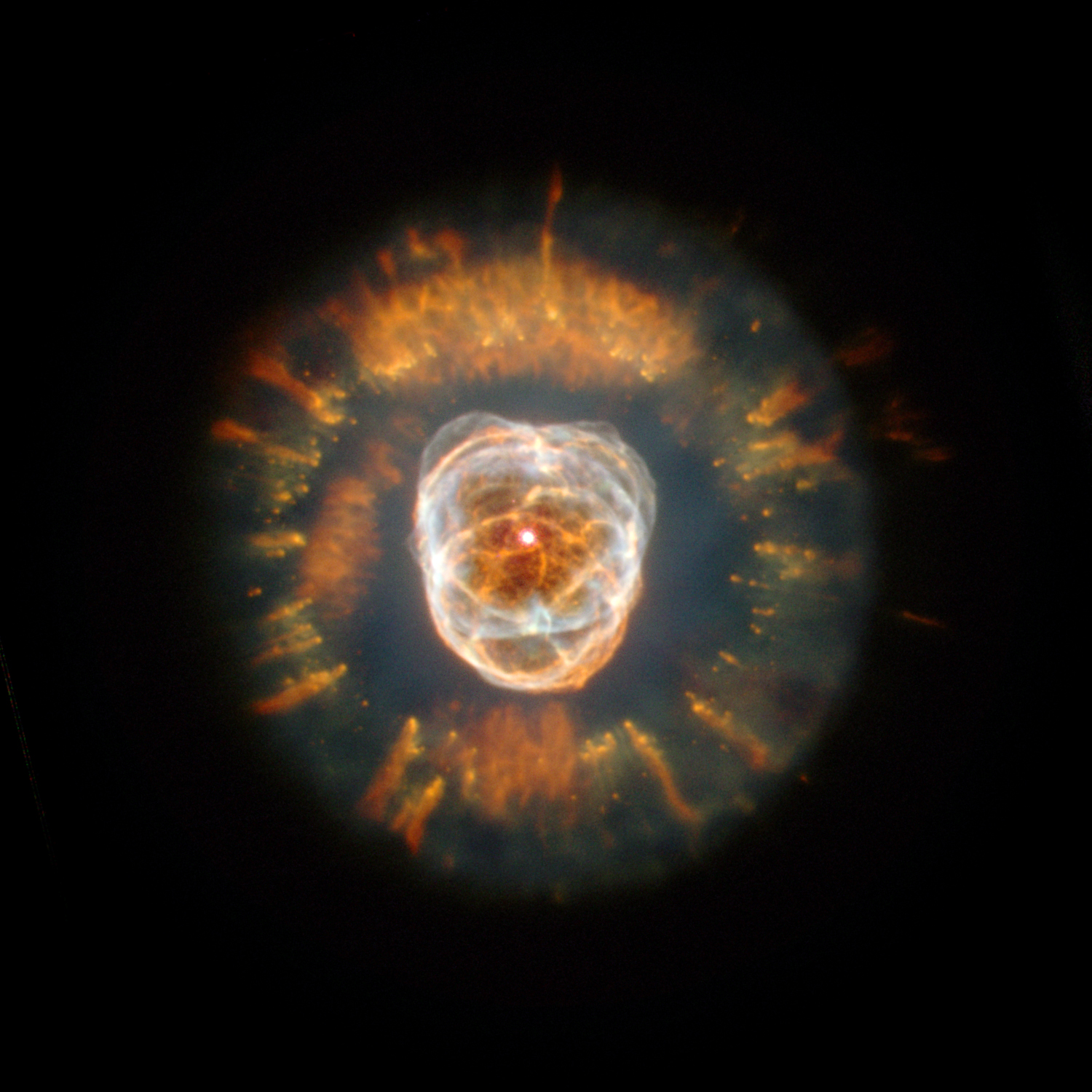
NGC 2392, también conocida como la "nebulosa Esquimal". Crédito: NASA, ESA, Andrew Fruchter (STScI), y ERO team (STScI + ST-ECF).

Una nebulosa planetaria típica tiene aproximadamente un diámetro de un año luz, y está formada por gas altamente enrarecido, con una densidad de entre 100 y 10 000 partículas/cm³. En comparación, la atmósfera terrestre contiene 2.5 × 1019 partículas/cm³. Las nebulosas más jóvenes poseen densidades más altas, en ocasiones del orden del  106 partículas/cm³. A medida que la nebulosa envejece, la densidad decrece debido a su expansión en el espacio, la cual sucede a una velocidad que ronda los 25 km/s, que equivale a unas 70 veces la velocidad del sonido en el aire. Su masa puede tener un valor de entre 0.1 y 1 masa solar.
La radiación emitida por la estrella central calienta los gases hasta temperaturas de unos 10 000 K. Por lo general, en las regiones más cercanas a la estrella este gas puede alcanzar una temperatura mucho mayor, en torno a 16 000-25 000 K. El volumen existente en las proximidades de la estrella central se encuentra a menudo ocupado por un gas muy caliente, cercano a 1 000 000 K. Este gas se origina en la superficie de la estrella en forma de viento estelar muy veloz.
Las nebulosas planetarias pueden diferenciarse según su constituyente limitante, que puede ser materia o radiación. En el primer caso, no hay suficiente materia en la nebulosa para absorber todos los fotones ultravioletas emitidos por la estrella, y la nebulosa visible se encuentra completamente ionizada. En el último, la estrella no emite suficientes fotones ultravioletas para ionizar todo el gas circundante, propagándose desde la estrella hacia afuera un frente de ionización y dejando neutras las regiones más exteriores, por lo que no se observa todo el gas existente en los alrededores, ya que este gas se encuentra tan frío que emite radiación en el rango infrarrojo.

### Contribución a la evolución galáctica
Las nebulosas planetarias desempeñan un papel fundamental en la evolución galáctica. El universo primitivo consistía solamente en hidrógeno y helio, pero con el paso del tiempo las estrellas han ido creando en su núcleo elementos más pesados a través de la fusión nuclear. De este modo, los gases que conforman la nebulosa planetaria contienen una importante proporción de estos elementos más pesados que el helio llamados «metales», como el carbono, el nitrógeno, o el oxígeno, contribuyendo a enriquecer el medio interestelar a medida que la nebulosa planetaria se mezcla con el mismo.
Las generaciones posteriores de estrellas tendrán por tanto una mayor metalicidad, es decir, una mayor concentración de estos elementos pesados. Aunque su proporción con respecto al total de la estrella es todavía muy pequeña, tienen un efecto muy importante en su evolución. A las estrellas formadas al inicio del universo y que poseen una baja cantidad de estos elementos pesados se las engloba dentro de la llamada Población II de estrellas, mientras que a las estrellas más jóvenes con alta metalicidad se las engloba dentro de la Población I. Por lo general, las estrellas de la Población I se encuentran esparcidas por el disco galáctico, mientras que las de la Población II están situadas en el bulbo galáctico y en el halo.

## Distribución y abundancia

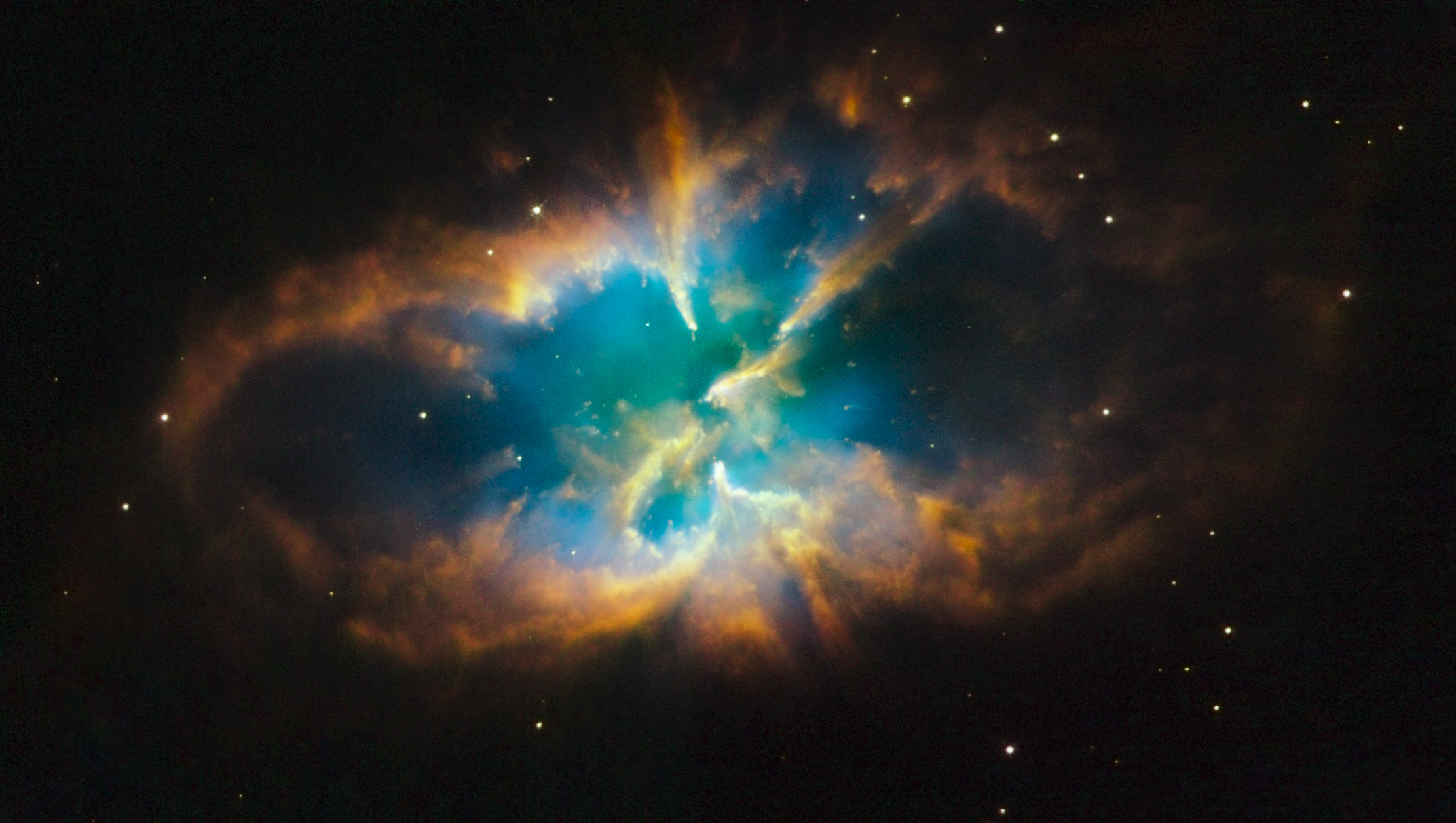
NGC 2818, una nebulosa planetaria en un cúmulo abierto. Crédito: NASA, ESA, y Hubble Heritage Team (STScI/AURA).

Se conocen alrededor de 3000 nebulosas planetarias en nuestra galaxia. Se trata de un número pequeño si se lo compara con el número total de estrellas; existe aproximadamente una nebulosa planetaria por cada 60 millones de ellas. Esto es debido a su corto tiempo de vida en comparación con las estrellas. Se estima que cada año se generan alrededor de tres nuevas nebulosas planetarias.
Generalmente, se encuentran situadas en el plano de la Vía Láctea, siendo más abundantes cerca del centro galáctico.
Regularmente se detectan nebulosas planetarias en cúmulos globulares, como Messier 15, Messier 22, NGC 6441, y Palomar 6. Sin embargo, en los cúmulos abiertos son mucho menos numerosas, puesto que estos cúmulos poseen muchas menos estrellas que los globulares, y como están poco ligados gravitacionalmente sus miembros se dispersan en cuestión de 100 a 600 millones de años, tiempo similar al necesario para que la fase de nebulosa planetaria se lleve a cabo. Se conocen algunas nebulosas planetarias situadas en cúmulos abiertos, como es el caso de NGC 2348 y NGC 2818.
El estudio de las nebulosas planetarias en cúmulos abiertos permite determinar con mayor precisión el límite de masa entre las estrellas progenitoras de las enanas blancas y las estrellas de neutrones, situado entre 6-8 masas solares.

## Cuestiones por resolver

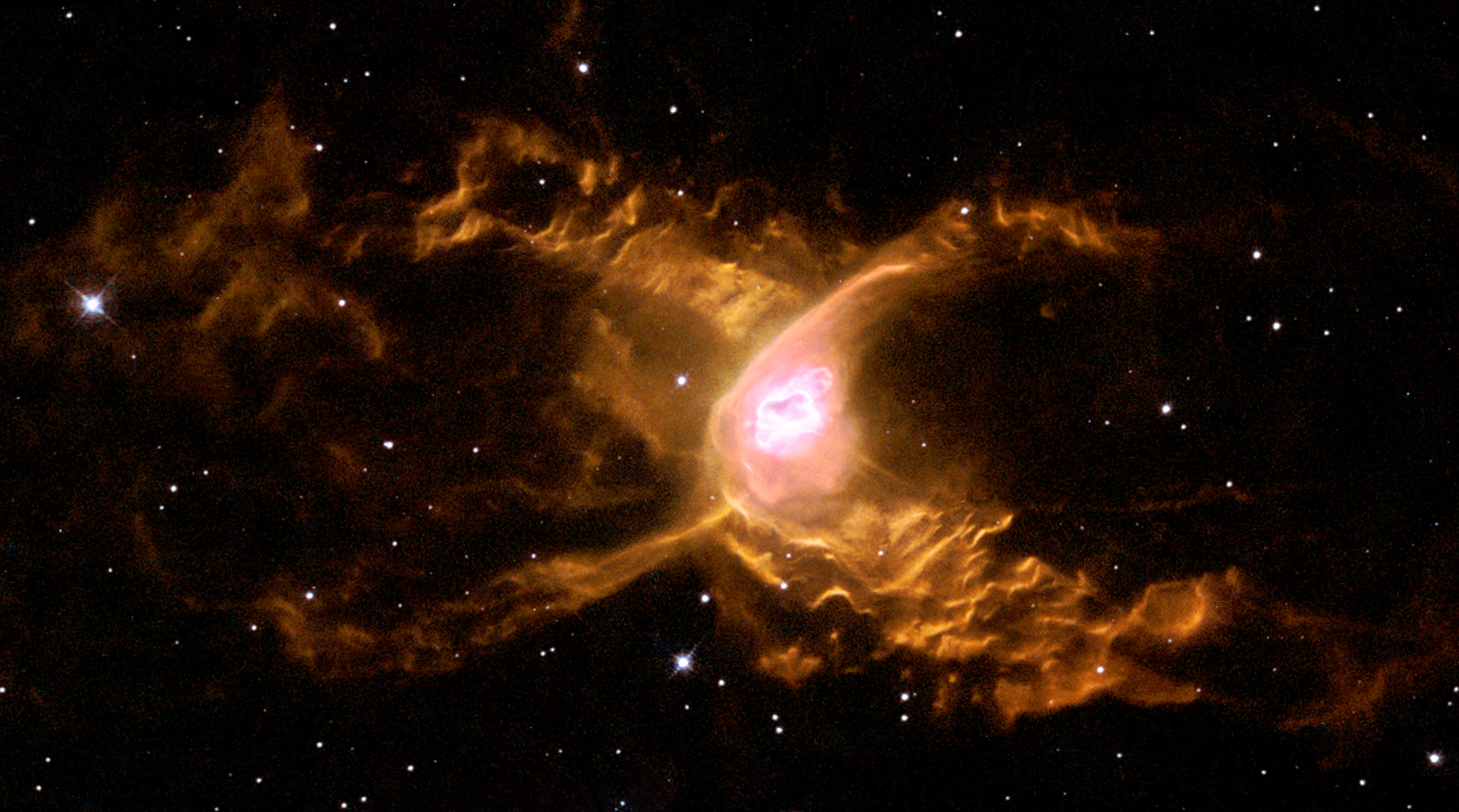
La nebulosa de la Araña Roja, una nebulosa bipolar con una estrella central muy caliente.

Un problema en el estudio de las nebulosas planetarias es que, en la mayoría de los casos, sus distancias están muy mal determinadas. Solamente para las nebulosas planetarias más cercanas es posible determinar su distancia mediante la medición de la paralaje de su expansión, esto es, observando su movimiento aparente sobre la bóveda celeste. Esta medida revela la expansión en la perpendicular de la línea de visión, mientras que con las medidas del efecto Doppler se obtiene la velocidad de expansión en la línea de visión. Comparando estas velocidades se puede determinar la distancia a la nebulosa.
Otro problema es la diversidad de formas. Generalmente se acepta que las interacciones entre material expandiéndose a diferentes velocidades es la causa de la mayoría de las formas que se observan. Sin embargo, algunos astrónomos creen que los sistemas estelares binarios podrían ser los responsables de, al menos, las nebulosas planetarias más complejas. Otras formas complicadas podrían deberse a los intensos campos magnéticos.
En cuanto a la metalicidad de las nebulosas planetarias, existen dos maneras diferentes de determinarla mediante líneas espectrales; con líneas de recombinación y con líneas excitadas por colisión, aunque en ocasiones las discrepancias entre ambos métodos son bastante significativas. Algunos astrónomos creen que esto se debe a la existencia de pequeñas fluctuaciones de temperatura en la nebulosa planetaria; otros apuntan a que las discrepancias son demasiado elevadas como para ser explicadas mediante efectos térmicos, y postulan la existencia de regiones frías que contendrían muy poco hidrógeno. Sin embargo, estas regiones todavía no han sido observadas.